# فیلیپ کلمنت
فیلیپ کلمنت (فرانسوی: Philippe Clement‎؛ زادهٔ ۲۲ مارس ۱۹۷۴) بازیکن پیشین و مربی کنونی فوتبال اهل بلژیک است.
وی در تاریخ ۲۵ مارس ۱۹۹۸ میلادی اولین بازی ملی‌اش را مقابل تیم ملی فوتبال نروژ انجام داد. او در ۳۸ بازی ملی حضور داشت و جمعاً ۲۷۴۹ دقیقه برای تیم ملی فوتبال بلژیک به میدان رفت. فیلیپ کلمنت آخرین بازی ملی خود را در تاریخ ۶ ژوئن ۲۰۰۷ میلادی در برابر تیم ملی فوتبال فنلاند انجام داد. وی در بازی‌های ملی‌اش ۱ گل به ثمر رساند.

## افتخارات

### بازیکن
خنک
جام حذفی بلژیک: ۹۸–۱۹۹۷
کلوب بروژ
لیگ برتر بلژیک: ۰۳–۲۰۰۲، ۰۵–۲۰۰۴
جام حذفی بلژیک: ۰۲–۲۰۰۱، ۰۴–۲۰۰۳، ۰۷–۲۰۰۶
سوپر جام بلژیک: ۲۰۰۲، ۲۰۰۳، ۲۰۰۴، ۲۰۰۵

### مربی
خنک
لیگ برتر بلژیک: ۱۹–۲۰۱۸

### جوایز فردی
بهترین مربی لیگ برتر بلژیک: ۱۹–۲۰۱۸